# 多花堇菜
多花堇菜（学名：Viola pseudo-monbeigii）是堇菜科堇菜属的植物，是中国的特有植物。分布在中国大陆的四川等地，生长于海拔300米至500米的地区，常生长在田间地埂上以及路旁草地，目前尚未由人工引种栽培。